# David Chocarro
David Chocarro (5 de abril de 1980 en Buenos Aires, Argentina) es un actor, director y productor argentino.

## Biografía
El que su madre fuera profesora de sofbol y su padre profesor de Teatro, director, compositor y músico despertó el entusiasmo de David por ambas profesiones desde muy niño. Cabe mencionar que Chocarro también ha sido imagen publicitaria de grandes campañas multinacionales, como también desarrollarse como un beisbolista profesional de su país, algo poco frecuente en Argentina. En 1998 llegó a pertenecer a la filial de los New York Yankees de Venezuela.Recuerda que tenía 10 años cuando combinaba ambas actividades en sus ratos libres luego de realizar sus actividades escolares. Vivió en Venezuela desde 1998 hasta 2004.
Ya de adolescente se abrió camino en su país natal en varias producciones teatrales y televisivas, así como en equipos béisbol, pero no solo sus atributos profesionales llamaban la atención sino también su físico por lo que se desempeñó como modelo de reconocidas marcas internacionales, siendo reconocido como tal en otros países como Ecuador, Perú y Brasil.
En el 2009 su imagen se afianzó al entrar como conductor del programa Spa de hombres (transmitido por Utilísima), el cual era dedicado a la estética del hombre moderno que le dio a Chocarro un gran éxito tanto a nivel nacional como internacional, transmitiéndose en Latinoamérica, Estados Unidos y Europa.
Tras demostrar su talento y versatilidad en varias producciones de su país natal ingresa por la puerta grande al mercado de las telenovelas mexicanas como parte del elenco de Los exitosos Pérez (2010). En esta historia, David interpretó al mujeriego 'Nacho' donde tuvo el privilegio de compartir créditos con grandes actores como: Verónica Castro, Rogelio Guerra, Jaime Camil y Ludwika Paleta.
Desde 2010 se encuentra en Estados Unidos trabajando con Telemundo en exitosas producciones de suspenso. La primera con dicha cadena fue el drama Alguien te mira. Allí interpretó a Benjamín Morandé, un doctor mujeriego que se involucra con su cuñada y que, junto a un grupo de colegas es perseguido por un asesino en serie. En esta producción David tuvo la oportunidad de proyectarse como actor internacional con la influencia de grandes actores como: Rafael Amaya Danna García, Christian Meier Karla Monroig y Geraldine Bazan.
Para el 2011, junto a Telemundo, Chocarro integra el casting de La casa de al lado. Allí interpreta el doble papel de Adolfo y Leonardo Acosta, en una historia que habla de la cotidianidad, como también de los secretos y las sorpresas entre dos familias que aparentemente llevan una vida normal. Dicha producción cuenta con la participación de grandes actores como: Gabriel Porras, Miguel Varoni, Maritza Rodríguez, Ximena Duque, Catherine Siachoque y Daniel Lugo, entre otros.
En 2012 David Chocarro tuvo una nueva oportunidad que le otorgó la producción de Telemundo El rostro de la venganza, en la que fue protagonista junto a Marlene Favela.
En 2014 participa en la producción de Telemundo protagonizando En otra piel interpretando a Diego Ochoa, junto con María Elisa Camargo, Vanessa Villela, Jorge Luis Pila, Kendra Santacruz y la participación especial de Laura Flores entre otros.

## Filmografía
| 2006      | Alma pirata               | Él mismo                                                  |
| 2006      | Sos mi vida               | Martín                                                    |
| 2008      | Casi ángeles              | Matt                                                      |
| 2009      | Los exitosos Pells        | Político                                                  |
| 2009      | Los exitosos Pérez        | Nacho                                                     |
| 2010      | Malparida                 | Roberto Doval Hijo                                        |
| 2010-2011 | Alguien te mira           | Doctor Benjamín Morande                                   |
| 2011      | Aurora                    | Christian Santana                                         |
| 2011-2012 | La casa de al lado        | Adolfo Acosta / Ismael Mora / Leonardo Acosta / Iván Mora |
| 2012-2013 | El rostro de la venganza  | Martín Méndez / Diego Mercader                            |
| 2014      | En otra piel              | Diego Ochoa                                               |
| 2014      | Villa paraíso             | Sebastián Mejía                                           |
| 2016-2017 | La doña                   | Saúl Aguirre                                              |
| 2017      | La fan                    | Ricardo Ernesto "Richard Ernestón"                        |
| 2018      | El recluso                | Santito Ríos                                              |
| 2018-2019 | Señora Acero              | Alberto Fuentes                                           |
| 2020-2021 | 100 días para enamorarnos | Emiliano León                                             |
| 2021      | Así se baila              | El mismo                                                  |
| 2023      | Tríada                    | Humberto Solana                                           |
| 2023      | Las pelotaris 1926        | Alejandro                                                 |
| 2024-2025 | Juegos interrumpidos      | Tonny Blanco                                              |

## Premios y nominaciones
| Año  | Premiación        | Categoría                                       | Trabajo nominados        | Resultados |
| ---- | ----------------- | ----------------------------------------------- | ------------------------ | ---------- |
| 2011 | People en Español | Mejor actor de reparto                          | La casa de al lado       | Nominado   |
| 2012 | People en Español | Mejor actor                                     | El rostro de la venganza | Nominado   |
| 2013 | Miami Life Awards | TV - Mejor protagonista masculino de telenovela | El rostro de la venganza | Nominado   |
| 2013 | Premios Tu Mundo  | La pareja perfecta (con Maritza Rodríguez)      | El rostro de la venganza | Nominado   |
| 2014 | Premios Tu Mundo  | Protagonista favorito                           | En otra piel             | Nominado   |
| 2017 | Premios Tu Mundo  | Protagonista favorito                           | La Doña                  | Nominado   |
| 2017 | Premios Tu Mundo  | La Pareja perfecta (con Aracely Arámbula)       | La Doña                  | Ganadores  |